# Michael Doyle (irlandzki piłkarz)
Michael Doyle (ur. 8 lipca 1981 w Dublinie) – irlandzki piłkarz występujący na pozycji pomocnika. Karierę zaczynał w Celticu, w którym nie rozegrał ani jednego meczu. W 2001 roku został na rok wypożyczony do duńskiego Aarhus GF. W 2003 roku odszedł do angielskiego Coventry City, gdzie stał się podstawowym członkiem drużyny. 6 sierpnia 2009 roku został wypożyczony do Leeds United i awansował z nim do Championship. Po sezonie powrócił do Coventry.
W styczniu 2011 roku podpisał kontrakt z Sheffield United.
W reprezentacji Irlandii Doyle zadebiutował w 2006 roku i był to jego jedyny występ w drużynie narodowej.